# Kellross n.º 247
Kellross n.º 247 es un municipio rural canadiense situado en la provincia de Saskatchewan.

## Superficie
Kellross n.º 247 tiene una superficie de 809,22 km².

## Demografía
En 2021, tenía 396 habitantes, una densidad poblacional de 0,5 hab./km², y 217 viviendas.